# 水島よう子
水島 よう子（みずしま ようこ、1975年1月28日 - ）は、日本の声優、タレント、ナレーター。本名は渡辺 恭子。
オフィスカノンに所属し、業務提携ナレーターとしてムーブマンにも所属していたが、現在はムーブマンのみに所属。東京都出身。1984年に、テレビ朝日で放送された東映製作の特撮テレビ番組『宇宙刑事シャイダー』で子役によるデビュー。

## 出演作品

### テレビ番組
ナレーターを含む
テレビドラマ
- 宇宙刑事シャイダー（1984年、テレビ朝日） 秋本恵子 役
- 高速戦隊ターボレンジャー（1989年、テレビ朝日）第8話　沢松エイミ 役
- 黄色い髪（1989年、NHK総合）
- 水曜ドラマ「イキのいい奴」（1987年1月 - 3月、NHK総合）
- 火曜サスペンス劇場「浅見光彦ミステリー」（1987年9月8日 - 1990年7月3日、日本テレビ）
- 大河ドラマ「功名が辻」（2006年8月、NHK）
- 暴れん坊将軍（2009年6月、テレビ朝日）
- 魔法戦隊マジレンジャー（2010年、テレビ朝日）Stage.1　レポーター 役[1]

バラエティ
- ウンナン世界征服宣言（1992年10月 - 1995年3月、日本テレビ）
- ダウンタウン汁（1993年10月 - 1994年9月、TBS）
- ざっくばらん「93ポップジャム紅白歌合戦」（1993年、奈良テレビ）
- ソングライトSHOW!!（1999年10月 - 2000年3月、テレビ東京）
- 水・めぐみの食卓（2000年12月、テレビ東京）
- 特捜最前線（テレビ朝日）準レギュラー
- 買物大図鑑（2006年11月、TBS）
- NHKプレマップ（2008年、NHK）
- にほんの里100選（2009年1月 - 3月、テレビ朝日）
- プラチナシート「佐原・銚子編」（2009年6月、BSフジ）リポーター出演

### CM
- ハウス食品「とんがりコーン」
- タカラトミー「お買い物できるかな」ママと一緒編
- プレイステーション「僕と魔王」